# Heteroclitopus annamariae
Heteroclitopus annamariae là một loài bọ cánh cứng trong họ Bọ hung (Scarabaeidae).